# The Coast of Opportunity
The Coast of Opportunity er en amerikansk stumfilm fra 1920 af Ernest C. Warde.

## Medvirkende
- J. Warren Kerrigan som Dick Bristow
- Herschel Mayall som Julien Marr
- Fritzi Brunette som Janet Ashley
- Edward Hearn som Tommy De Boer
- Flora Hollister som Rosita
- Carl Stockdale
- William V. Mong